# Rajd Barum 2008
Rezultaty Rajdu Barum (38. Barum Rally Zlín 2008), eliminacji Intercontinental Rally Challenge w 2008 roku, który odbył się w dniach 22-24 sierpnia. Była to szósta runda IRC w tamtym roku oraz trzecia asfaltowa, a także ósma w mistrzostwach Europy i ósma w mistrzostwach Czech. Bazą rajdu było miasto Zlin. Zwycięzcami rajdu została belgijska załoga Freddy Loix i Robin Buysmans jadąca Peugeotem 207 S2000. Wyprzedzili oni Francuzów Nicolasa Vouilloza i Nicolasa Klingera oraz Bryana Bouffiera i Xaviera Panseriego. Obie te załogi również jechały Peugeotem 207 S2000.
Rajdu nie ukończyło 47 kierowców. Odpadli z niego między innymi: Włoch Giandomenico Basso (Fiat Abarth Grande Punto S2000, awaria skrzyni biegów na 6. oesie), Bułgar Krum Donczew (Peugeot 207 S2000, na 8. oesie) Fin Anton Alén (Fiat Abarth Grande Punto S2000, awaria silnika na 6. oesie), Polak Grzegorz Grzyb (Fiat Abarth Grande Punto S2000, na 10. oesie), Belg Bernd Casier (Volkswagen Polo S2000, wypadek na 11. oesie) oraz Czesi Roman Kresta (Peugeot 207 S2000, wypadek na 2. oesie) i Jaromír Tarabus (Fiat Abarth Grande Punto S2000, awaria silnika na 2. oesie).

## Klasyfikacja ostateczna
| Miejsce                                           | Zawodnik                                          | Pilot                                             | Samochód                                          | Czas                                              | Strata                                            | Punkty                                            |
| Klasyfikacja generalna i IRC (punktowane pozycje) | Klasyfikacja generalna i IRC (punktowane pozycje) | Klasyfikacja generalna i IRC (punktowane pozycje) | Klasyfikacja generalna i IRC (punktowane pozycje) | Klasyfikacja generalna i IRC (punktowane pozycje) | Klasyfikacja generalna i IRC (punktowane pozycje) | Klasyfikacja generalna i IRC (punktowane pozycje) |
| ------------------------------------------------- | ------------------------------------------------- | ------------------------------------------------- | ------------------------------------------------- | ------------------------------------------------- | ------------------------------------------------- | ------------------------------------------------- |
| 1.                                                | Freddy Loix                                       | Robin Buysmans                                    | Peugeot 207 S2000                                 | 2:24:24.3                                         |                                                   | 10                                                |
| 2.                                                | Nicolas Vouilloz                                  | Nicolas Klinger                                   | Peugeot 207 S2000                                 | 2:25:24.2                                         | +59.9                                             | 8                                                 |
| 3.                                                | Bryan Bouffier                                    | Xavier Panseri                                    | Peugeot 207 S2000                                 | 2:25:33.9                                         | +1:09.6                                           | 6                                                 |
| 4.                                                | Pavel Valoušek                                    | Zdeněk Hrůza                                      | Peugeot 207 S2000                                 | 2:26:47.7                                         | +2:23.4                                           | 5                                                 |
| 5.                                                | Renato Travaglia                                  | Lorenzo Granai                                    | Fiat Abarth Grande Punto S2000                    | 2:26:50.5                                         | +2:26.2                                           | 4                                                 |
| 6.                                                | János Tóth                                        | Robert Tagai                                      | Peugeot 207 S2000                                 | 2:27:38.2                                         | +3:13.9                                           | 3                                                 |
| 7.                                                | Luca Rossetti                                     | Matteo Chiarcossi                                 | Peugeot 207 S2000                                 | 2:28:33.4                                         | +4:09.1                                           | 2                                                 |
| 8.                                                | Josef Peták                                       | Alena Benešová                                    | Peugeot 207 S2000                                 | 2:30:32.6                                         | +6:08.3                                           | 1                                                 |
| Mistrzostwa Europy                                |                                                   |                                                   |                                                   |                                                   |                                                   |                                                   |
| 1. (5.)                                           | Renato Travaglia                                  | Lorenzo Granai                                    | Fiat Abarth Grande Punto S2000                    | 2:26:50.5                                         |                                                   | 16                                                |
| 2. (7.)                                           | Luca Rossetti                                     | Matteo Chiarcossi                                 | Peugeot 207 S2000                                 | 2:28:33.4                                         | +1:42.9                                           | 11                                                |
| 3. (9.)                                           | Michał Sołowow                                    | Maciej Baran                                      | Peugeot 207 S2000                                 | 2:30:46.8                                         | +3:56.3                                           | 7                                                 |
| 4. (12.)                                          | Luca Betti                                        | Maurizio Barone                                   | Peugeot 207 S2000                                 | 2:31:54.6                                         | +5:04.1                                           |                                                   |
| 5. (16.)                                          | Volkan Isik                                       | Kaan Özsenler                                     | Fiat Abarth Grande Punto S2000                    | 2:33:31.2                                         | +6:40.7                                           |                                                   |
| 6. (18.)                                          | Antonín Tlusťák                                   | Jan Škaloud                                       | Citroën C2 S1600                                  | 2:35:02.4                                         | +8:11.9                                           |                                                   |
| Mistrzostwa Czech (pierwsza trójka)               |                                                   |                                                   |                                                   |                                                   |                                                   |                                                   |
| 1. (1.)                                           | Freddy Loix                                       | Robin Buysmans                                    | Peugeot 207 S2000                                 | 2:24:24.3                                         |                                                   | 69                                                |
| 2. (2.)                                           | Nicolas Vouilloz                                  | Nicolas Klinger                                   | Peugeot 207 S2000                                 | 2:25:24.2                                         | +59.9                                             | 60                                                |
| 3. (3.)                                           | Bryan Bouffier                                    | Xavier Panseri                                    | Peugeot 207 S2000                                 | 2:25:33.9                                         | +1:09.6                                           | 52                                                |

## Zwycięzcy odcinków specjalnych
| Dzień      | Odcinek | G. rozp. | Nazwa         | Długość  | Zwycięzca        | Czas    | Lider rajdu      |
| ---------- | ------- | -------- | ------------- | -------- | ---------------- | ------- | ---------------- |
| 1 (22 SIE) | SS1     | 21:00    | Zlín          | 9.36 km  | Nicolas Vouilloz | 7:09.9  | Nicolas Vouilloz |
| 2 (23 SIE) | SS2     | 10:33    | Pindula 1     | 18.97 km | Freddy Loix      | 9:58.0  | Nicolas Vouilloz |
| 2 (23 SIE) | SS3     | 11:06    | Zádveřice 1   | 13.80 km | Freddy Loix      | 7:10.9  | Nicolas Vouilloz |
| 2 (23 SIE) | SS4     | 11:54    | Semetín 1     | 11.51 km | Luca Rossetti    | 6:38.3  | Nicolas Vouilloz |
| 2 (23 SIE) | SS5     | 12:17    | Troják 1      | 27.48 km | Bryan Bouffier   | 15:30.9 | Nicolas Vouilloz |
| 2 (23 SIE) | SS6     | 15:20    | Pindula 2     | 18.97 km | Freddy Loix      | 9:42.0  | Freddy Loix      |
| 2 (23 SIE) | SS7     | 15:53    | Zádveřice 2   | 13.80 km | Freddy Loix      | 7:04.2  | Freddy Loix      |
| 2 (23 SIE) | SS8     | 16:41    | Semetín 2     | 11.51 km | Freddy Loix      | 6:28.9  | Freddy Loix      |
| 2 (23 SIE) | SS9     | 17:04    | Troják 2      | 27.48 km | Nicolas Vouilloz | 15:14.5 | Freddy Loix      |
| 3 (24 SIE) | SS10    | 09:18    | Komárov 1     | 8.51 km  | Nicolas Vouilloz | 4:45.5  | Freddy Loix      |
| 3 (24 SIE) | SS11    | 09:46    | Kudlovice 1   | 22.57 km | Bryan Bouffier   | 12:09.5 | Freddy Loix      |
| 3 (24 SIE) | SS12    | 10:29    | Halenkovice 1 | 24.01 km | Bryan Bouffier   | 12:32.2 | Freddy Loix      |
| 3 (24 SIE) | SS13    | 12:37    | Komárov 2     | 8.51 km  | Freddy Loix      | 4:44.5  | Freddy Loix      |
| 3 (24 SIE) | SS14    | 13:05    | Kudlovice 2   | 22.57 km | Bryan Bouffier   | 11:58.4 | Freddy Loix      |
| 3 (24 SIE) | SS15    | 13:48    | Halenkovice 2 | 24.01 km | Nicolas Vouilloz | 12:19.7 | Freddy Loix      |